# Banepa atkinsoni
Banepa atkinsoni là một loài bướm đêm trong họ Crambidae.